# Liste d'écrivains de langue télougou
Ci-dessous une liste d'écrivains, de poètes, romanciers, essayiste de langue télougou,,,,.
- Haut – A
- B
- C
- D
- E
- F
- G
- H
- I
- J
- K
- L
- M
- N
- O
- P
- Q
- R
- S
- T
- U
- V
- W
- X
- Y
- Z

## A - D
- Addepalli Ramamohana Rao
- Ajjada Adibhatla Narayana Dasu
- Anjaneyulu Kundurti
- Annamacharya
- Gurajada Apparao
- Balagangadhara Tilak Devarakonda
- Bapiraju Adivi
- J.Bhagyalakshmi
- Bhandaru Acchamamba
- Bhargavi Rao
- Bharago
- C. Narayana Reddy
- Charles Philip Brown
- Chinnayasuri Paravastu

## E - K
- Duggirala Gopalakrishnayya
- Gudipati Venkata Chalam
- Hussain Sha
- Tenneti Hemalata
- Tikkana
- Innaiah Narisetti
- Joshua Gurram
- Jakkana
- Kanety Krishna Menon
- Keshava Reddy
- Kethu Viswanatha Reddy
- Krishnamacharyulu Dasaradhi
- Kodavatiganti Kutumbarao
- K.Varalakshmi
- K.Geeta

## L - N
- LR Swamy
- Lakshminarasimharao Panuganti
- Mahe Jabeen
- Mohiddin Badsha II
- Mokkapati Narasimha Sastry
- Muddupalani
- Makineedi Surya Bhaskar
- Nayani Krishnakumari
- Nannayya
- Narayanadasu Adibhatla

## O - R
- Potana Bammera
- Patrikeya
- P. Lalita Kumari (Volga)
- Potti Sreeramulu
- Rajaram Madhurantakam
- Ramana Chintapalli
- Ramaswamy Tripuraneni
- Ramireddy Duvvuru
- Ranganayakamma Muppala

## S - V
- Samudrala Ramanujacharya
- Samudrala Raghavacharya
- Seethadevi Vasireddy
- Somayajulu Chaganti
- Sri Sri
- Subbanna Madhira Deekshitulu
- Tripuraneni Gopichand
- Tripuraneni Ramaswamy
- Tripuraneni Maharadhi
- Time Nani [6],[7]
- Umar Alisha
- Pendyala Varavara Rao
- Vakkantham Suryanarayana Rao
- Varalakshmamma, Kanuparti
- Veeravalli Raghavacharyulu
- Kandukuri Veeresalingam
- Venkata Rao Kavikondala
- Venkateswara Rao Narla
- Viswanatha Satyanarayana